# 154141 Kertész
154141 Kertész è un asteroide della fascia principale. Scoperto nel 2002, presenta un'orbita caratterizzata da un semiasse maggiore pari a 3,0291386 UA e da un'eccentricità di 0,1611447, inclinata di 1,32831° rispetto all'eclittica.